# چیچک‌کوی (سامسات)
چیچک‌کوی (به ترکی استانبولی: Çiçekköy) یک منطقهٔ مسکونی در ترکیه است که در سامسات واقع شده‌است.